# 2018년 남자 하키 월드컵
2018년 남자 하키 월드컵(2018 Men's Hockey World Cup)은 2018년 11월 28일부터 12월 16일까지 인도의 부바네스와르에서 열릴 예정인 14번째 하키 월드컵이다.